# Stocksberg
Stocksberg ist ein etwa 100 Einwohner zählender und zur Stadt Beilstein gehörender Weiler im Landkreis Heilbronn in Baden-Württemberg. Der Ort befindet sich am Nord- und Osthang des gleichnamigen, 539 Meter hohen Berges Stocksberg.

## Geografie
Der Weiler Stocksberg hat eine Gemarkungsfläche von etwa 148 ha. Er ist auf 490 m ü. NN der höchstgelegene und in acht Kilometer Distanz der am weitesten von der Kernstadt Beilsteins entfernte Weiler. Die nächstgelegenen Orte, mit denen Stocksberg durch Kreis- und Landstraßen verbunden ist, sind der ebenfalls zu Beilstein gehörenden Weiler Etzlenswenden im Westen; das zu Oberstenfeld zählende Prevorst im Süden; Neulautern und der Weiler Lohmühle, beide zu Wüstenrot, im Osten; sowie im Norden die Klinik Löwenstein, die zwischen der Stadt Löwenstein selbst und ihrem Teilort Hirrweiler gelegen ist.

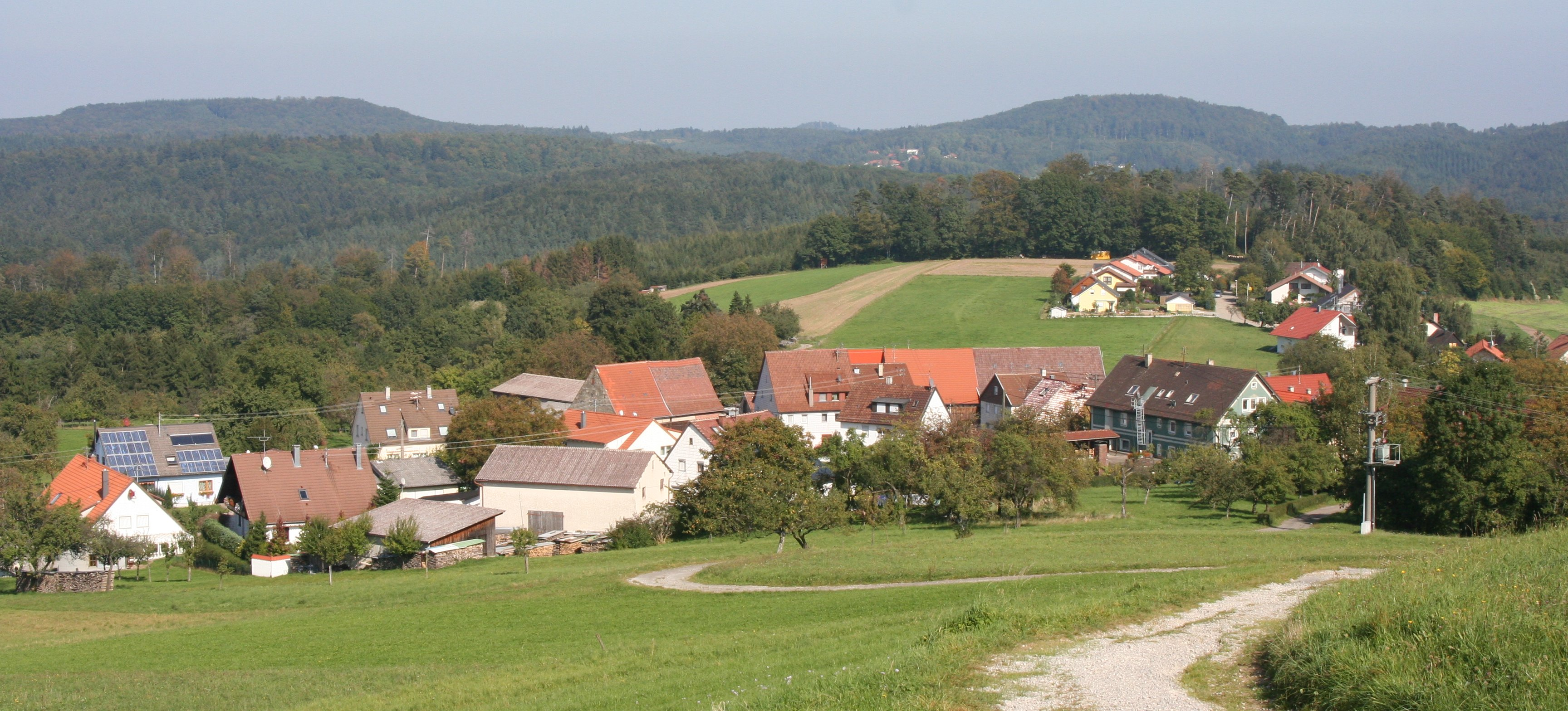
Stocksberg von Süden aus gesehen

## Geschichte
Der Name Stocksberg leitet sich her vom Ausstocken des Waldes (d. h. der Beseitigung der Baumstumpen) bei der Rodung. Graf Ulrich V. von Württemberg kaufte 1444/46 den einen Teil des Weilers von den Herren von Liebenstein und Talheim, den anderen von Konrad von Heinriet. Er war somit württembergisch, wurde Stadt und Amt Beilstein zugeordnet und bildete bis zum 1. April 1931 eine Teilgemeinde Beilsteins. Die Bergkuppe mit dem Stocksberger Jagdhaus blieb dagegen im Besitz der Grafen von Löwenstein und ist bis heute Teil der Stadt Löwenstein.
Bei der Umsetzung der neuen Verwaltungsgliederung im Königreich Württemberg wurde Stocksberg 1810 mit Beilstein dem Oberamt Marbach zugeordnet.
Kirchlich war Stocksberg bis 1852 evangelische Filiale von Beilstein und wurde dann dem östlich gelegenen Neulautern zugeordnet. Im Zuge der Auflösung der Pfarrstelle Neulautern entschieden sich die evangelischen Stocksberger für den (kirchlichen) Wiederanschluss an Beilstein zum 1. Dezember 2013. Ursprünglich bestand der Weiler aus vier Höfen, die später immer mehr aufgeteilt wurden. Im 17. und 18. Jahrhundert herrschte Statistiken und der Oberamtsbeschreibung des benachbarten Oberamts Weinsberg von 1866 zufolge große Armut, was sich erst im späteren 19. und dann im 20. Jahrhundert verbesserte.
Am 6. Januar 1919 machten Bürger des benachbarten Prevorst eine Eingabe an das württembergische Innenministerium, in der sie beantragten, Prevorst und Stocksberg zu vereinigen. Der Beilsteiner Gemeinderat beschloss jedoch, darauf nicht einzugehen, und Stocksberg blieb bei Beilstein. 1924 fragte die Stadt Löwenstein an, ob Beilstein mit der Eingemeindung Stocksbergs nach Löwenstein einverstanden sei. Als Stocksberg daraufhin als Gegenleistung die Chaussierung der Straße Löwenstein–Stocksberg verlangte, zog der Löwensteiner Gemeinderat sein Ansinnen am 2. September 1926 zurück. Zum 1. April 1931 wurden die Beilsteiner Teilgemeinden aufgehoben, Stocksberg wurde zu einem Beilsteiner Teilort.

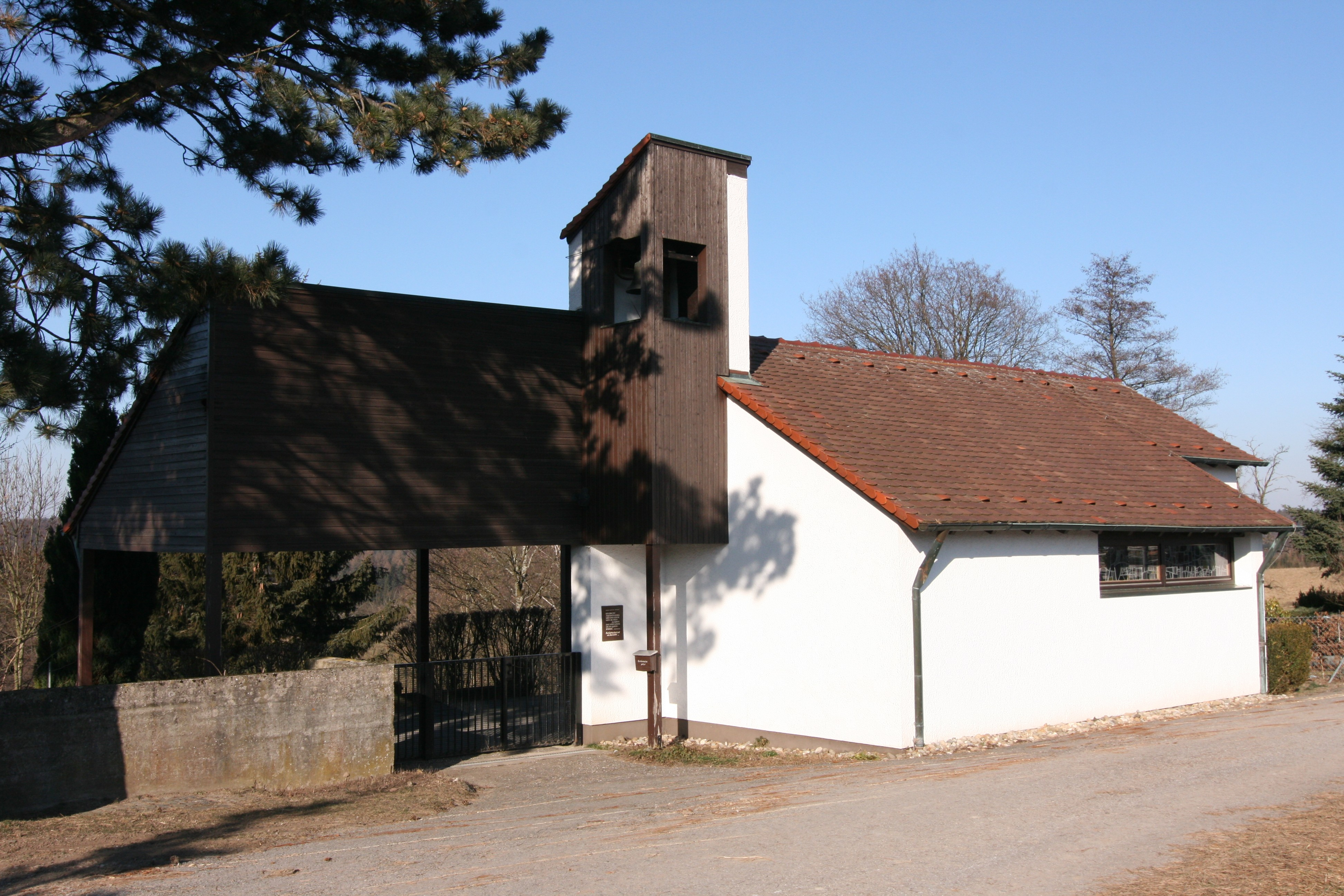
Die Auferstehungskapelle beim Friedhof

1936 stellte das damals zu Gronau gehörende Prevorst einen Antrag auf Selbstständigkeit und regte die Vereinigung von Prevorst, Stocksberg und der benachbarten Weiler Kurzach und Nassach zu einer Gesamtgemeinde an. Beilstein war dazu bereit, erhob aber seinerseits Forderungen auf Entschädigung durch die Zuteilung Schmidhausens und Helfenbergs (heute Teil Ilsfelds) zu Beilstein, worauf die staatlichen Behörden nicht eingehen wollten, so dass es beim alten Zustand blieb. Letztmals wurde die Zuordnung zu Beilstein 1945 in Frage gestellt, als der damalige kommissarische Heilbronner Landrat Emil Beutinger in einem Erlass („Eingemeindungsverfügung“) vom 25. Mai 1945 anordnete, dass Stocksberg von Neulautern aus verwaltet werden solle. Auf Drängen seines Nachfolgers, Landrat Hirsch, und der Stocksberger Bürger hob das Stuttgarter Innenministerium den Erlass wieder auf und verfügte, dass Stocksberg vom 1. Juli 1950 wieder von Beilstein aus verwaltet werde.
Der Industrielle Gerd Stieler von Heydekampf, der bei Stocksberg ein Landhaus besaß, stiftete mit seiner Frau Elisabeth dem Weiler 1963 einen Friedhof mit einer Kapelle, der evangelischen Auferstehungskapelle, in der einmal im Monat Gottesdienst gefeiert wird. Nach seinem Tod 1983 wurde Stieler von Heydekampf auf dem von ihm gestifteten Friedhof begraben.